# Hotel Tiefenbrunner
El Hotel Tiefenbrunner en Kitzbühel en Austria se remonta a una fábrica de cerveza que alguna vez existió en la zona hotelera actual. El edificio existe desde hace alrededor de 700 a 800 años.

## Historia
El nombre del hotel se mencionó por primera vez en el siglo XIII y proviene del nombre de una antigua familia de posaderos de Kössen. Georg Tiefenbrunner, hijo de un posadero de Kössen y cervecero capacitado, llegó a Kitzbühel en 1690, adquirió esta fábrica de cerveza en 1691 y se convirtió en ciudadano de Kitzbühel. Incluso entonces, una gran propiedad agrícola entre la aldea de Ecking y el castillo de Lebenberg pertenecía a la cervecería-posada. En 1710, Georg Tiefenbrunner recibió un escudo de armas. Hasta 1800, tres generaciones de Tiefenbrunners habían vivido aquí.
Martin Tiefenbrunner vendió la casa en 1810 a Josef Stainer, un antepasado del actual propietario. El Gasthof Tiefenbrunner ya ganó una buena reputación en los primeros días del turismo. Cuando el archiduque Johann llegó a Kitzbühel en su último viaje al Tirol en 1858, él y su ayudante se quedaron en el "Tiefenbrunner". En el libro de visitas más antiguo que aún se conserva en la casa, la entrada del príncipe imperial del 14 de septiembre de 1858 es la primera de este libro.